# Pseudicius mikhailovi
Pseudicius mikhailovi är en spindelart som beskrevs av Prószynski 1999 [2000. Pseudicius mikhailovi ingår i släktet Pseudicius och familjen hoppspindlar. Inga underarter finns listade i Catalogue of Life.